# Mihaela Škapin
Mihaela Škapin-Drina; slovenska partizanka, politična komisarka in narodni heroj, * 29. september 1922, Veliko Polje, † 15. november 1943, Žirovski vrh.

## Življenjepis
Mihaela Škapin (partizansko ime Drina) je februarja 1943 vstopila v Prvo kraško četo, kjer je postala namestnica političnega komisarja. Po kapitulaciji Italije je odšla v Gradnikovo, nato pa v Vojkovo brigado, kjer je tudi opravljala mesto namestnice političnega komisarja. Padla je v bitki na Žirovskem vrhu.

## Vir
- ŠKAPIN, Mihaela - Drina Arhivirano 2020-08-14 na Wayback Machine.. primorci.si